# Mettmenstetten
Mettmenstetten (toponimo tedesco) è un comune svizzero di 4 861 abitanti del Canton Zurigo, nel distretto di Affoltern.

## Geografia fisica
L'Albispass collega Mettmenstetten a Langnau am Albis.

## Monumenti e luoghi d'interesse

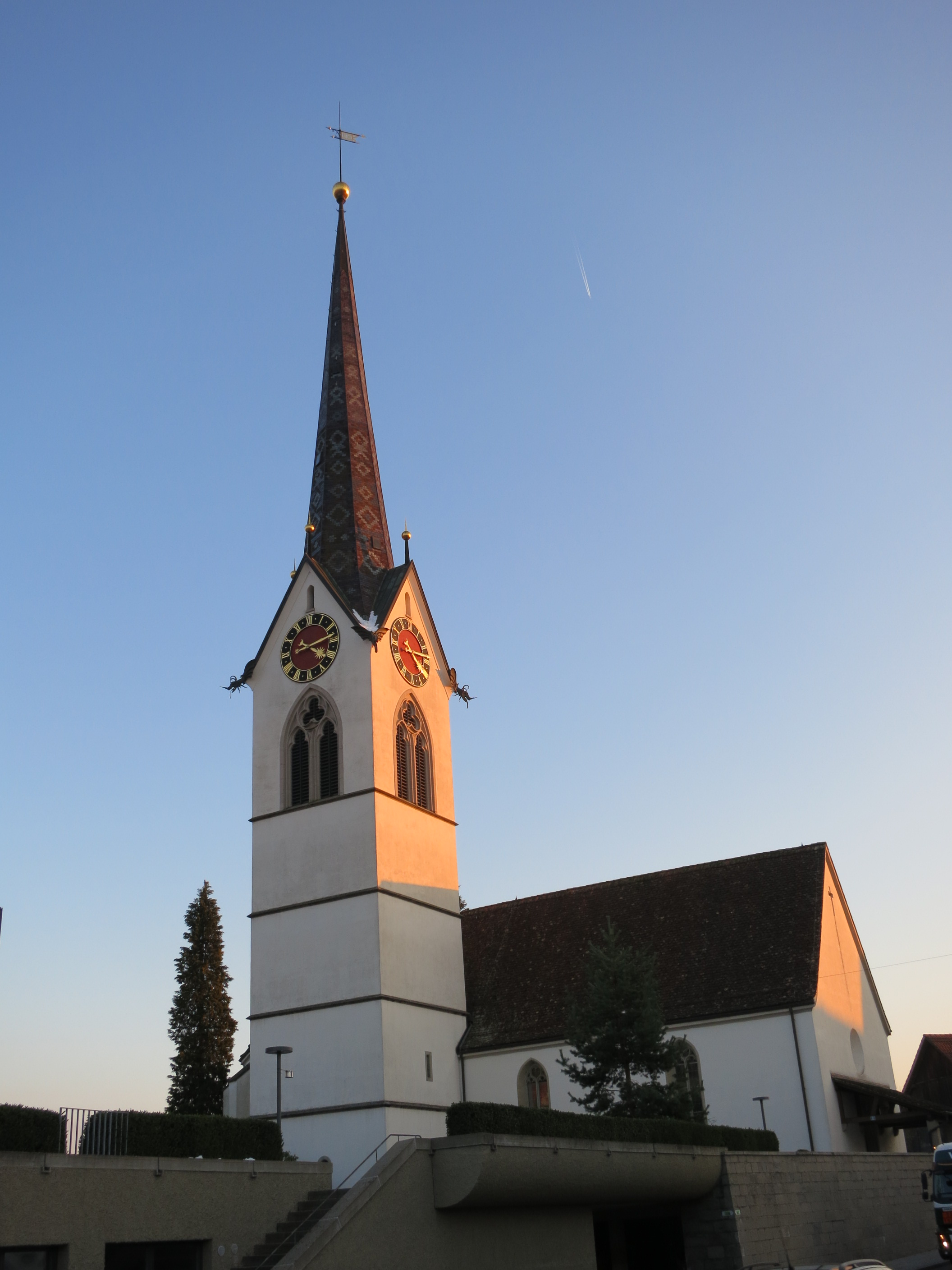
La chiesa dei Santi Pietro e Paolo

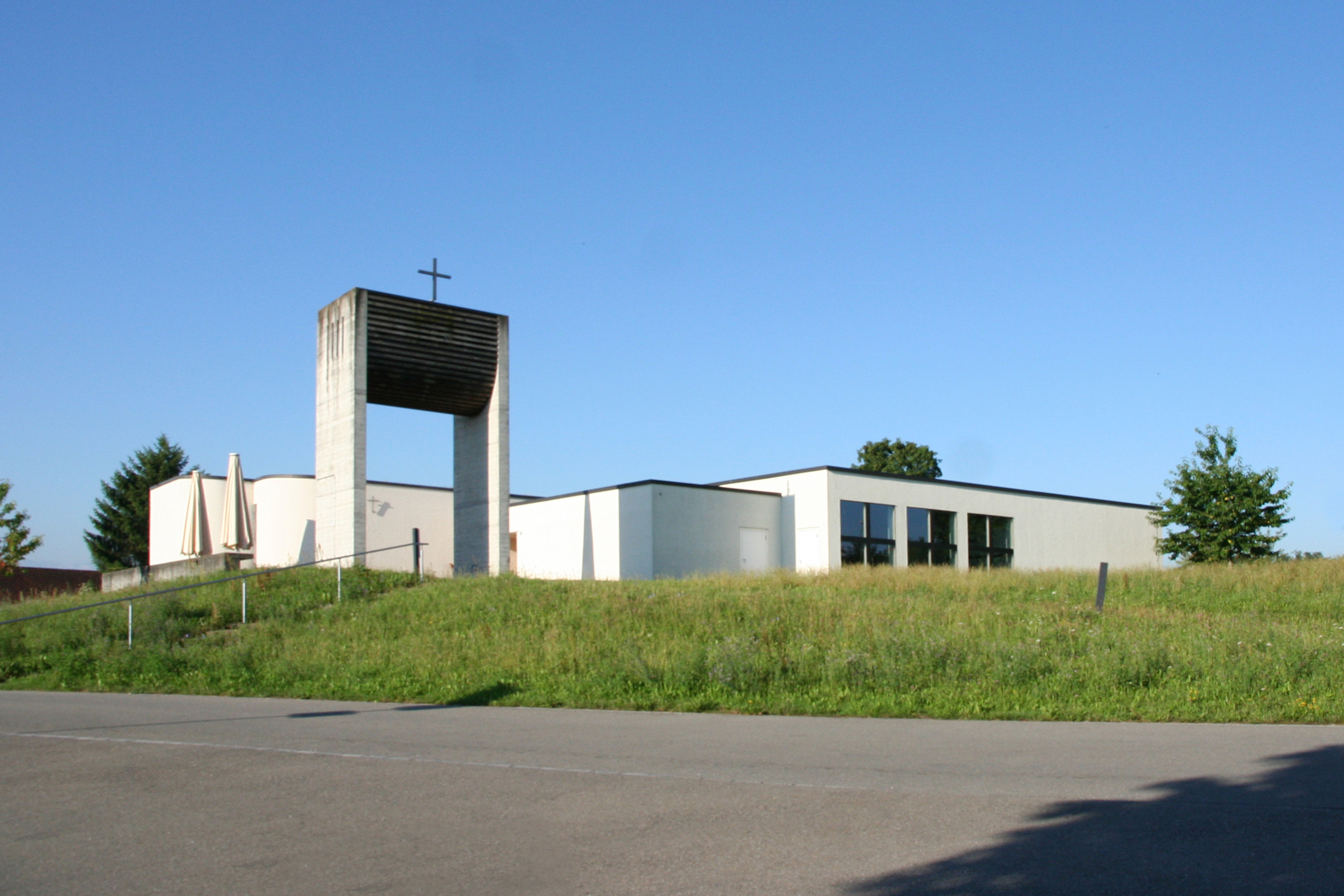
La chiesa di San Burcardo

- Chiesa riformata dei Santi Pietro e Paolo, ricostruita nel 1520[1];
- Chiesa cattolica di San Burcardo.

## Società

### Evoluzione demografica
L'evoluzione demografica è riportata nella seguente tabella:
Abitanti censiti

## Geografia antropica

### Quartieri
- Obermettmenstetten
- Untermettmenstetten

### Frazioni

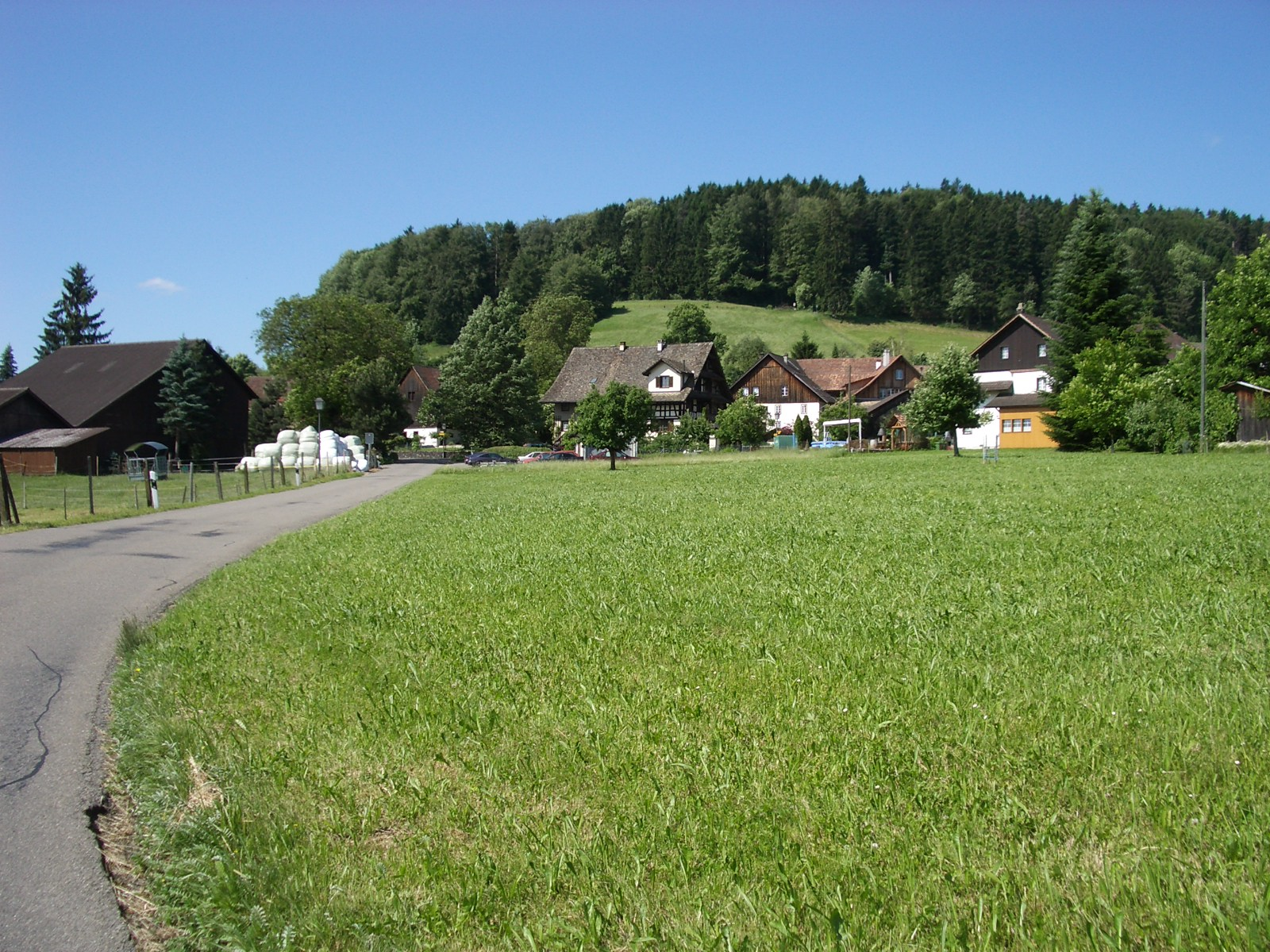
Herferswil

- Dachlissen
- Eigi
- Grossholz
- Herferswil
- Hübscheren
- Rossau
- Wissenbach

## Infrastrutture e trasporti
Mettmenstetten è servito dall'omonima stazione sulla ferrovia Zurigo-Zugo.

## Amministrazione
Ogni famiglia originaria del luogo fa parte del cosiddetto comune patriziale e ha la responsabilità della manutenzione di ogni bene ricadente all'interno dei confini del comune.